# Kujō Yoritsune
Kujō Yoritsune (九条 頼経?   12 de febrero de 1218-1 de septiembre de 1256) fue el cuarto shōgun del shogunato Kamakura de Japón; gobernó entre 1226 y 1244. Su padre fue el kanpaku Kujō Michiie y su abuela era sobrina del primer shogun Minamoto no Yoritomo.

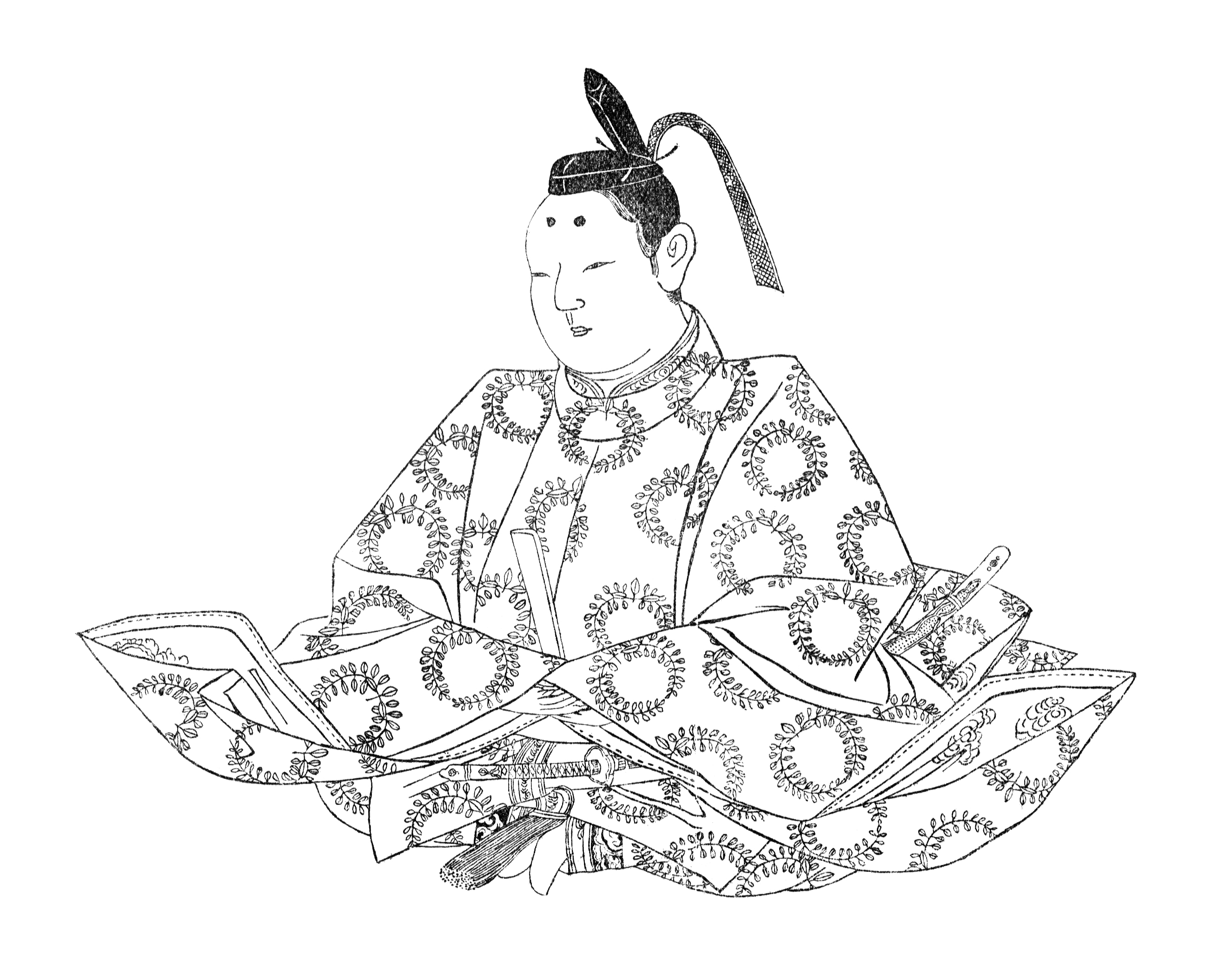
Kujō Yoritsune

También conocido como Fujiwara no Yoritsune, pertenecía a la familia Kujō, una de las cinco ramas del poderoso clan cortesano de Fujiwara.
Se convirtió en shogun a los siete años, pero los regentes del shogunato Hōjō Yoshitoki y Hōjō Masako eran quienes controlaban al shogun, en un intento de convertirlo en gobernante títere.
Bajo la presión del clan Hōjō, tuvo que ceder la posición de shogun a su hijo Kujō Yoritsugu, ya que estaba bastante mayor para poder ser controlado. Después se convertiría en un monje budista.